# Zlatan smetištar
Zlatan smetištar ili zlatni smetištar (lat. Bolbitius titubans) je nejestiva gljiva iz porodice Bolbitiaceae. Zlatan smetištar je raširena vrsta koja se može naći u Americi i Europi.

## Opis
- Klobuk zlatnog smetištara je širok od 2 do 5 centimetara, u mladosti zvonoliko ovalan, kasnije raširen i lagano ispupčen, gladak, mazav, sjajan, lomljiv; rub je vidljivo rebrast, pod starost poprečno (radijalno) iscijepan, blijed ili tamnožut, ponekad gotovo bijel.
- Listići su srednje gusti, trbušasti, zupčasto prirasli ili su slobodni; oštrica je malo resasta, mogu biti oker, ilovasti i na kraju žuto rđasti.
- Stručak je visok i do 12 centimetara, debeo od 0,2 do 0,5 centimetara, valjkast, tanak, šupalj, nježan, vrlo lomljiv, prema osnovi nešto širi, najprije bjelkast i kao brašnom posut, prvi vrhu žućkast.
- Meso je tanko, gotovo da i ne postoji, sočno, žućkasto; miris i okus nisu izraženi.
- Spore su glatke, eliptične, 12 – 13 x 6 - 7 μm; otrusina je rđastosmeđa.

## Stanište
Zlatan smetištar raste ljeti i u jesen po pognojenom tlu uz putove, po parkovima i vrtovima te osobito na konjskom gnoju i po smetlištima.      

## Upotrebljivost
Zlatan smetištar nije jestiv.

## Sličnosti
Primjerci se često pronađu na čistom konjskom gnoju. Neki autori razlikuju i var. titubans Bull. ex Fr. koja se ističe po tome što je mnogo žuća te što rebarca s ruba klobuka dosežu gotovo do središta. Bolbitius fragilis L. ex Fr. se ističe po tome što je klobuk narebran samo uz rub, a ostali dio je gladak. Zlatan smetištar ima takve osobine da ga nije moguće zamijeniti s nekom drugom vrstom gljiva. Možda je slična vrsta Bolbitius reticulatus (Pers. ex Fr.) Ricken, ali ona raste isključivo na otpalim granama i ostacima bukve, a klobuk ima bjelkast s plavkastim ili zelenkastim odsjajem. 

## Slike
|  |  |  |  |  |
|  |  |  |  |  |